# Alfred Garvin Engstrom
Alfred Garvin Engstrom (* 11. Oktober 1907; † 4. Juli 1990) war ein US-amerikanischer Romanist.

## Leben und Werk
Engstrom war Professor für Französisch an der  University of North Carolina at Chapel Hill.

Er war verheiratet mit der Anglistin Mary Claire Randolph, Ph.D. (1906–1997).

## Werke
- (Hrsg. mit Urban Tigner Holmes, Jr. und Sturgis Elleno Leavitt) Romance studies presented to William Morton Dey on the occasion of his seventieth birthday by his colleagues and former students, Chapel Hill 1950
- Darkness and light. Lectures on Baudelaire, Flaubert, Nerval, Huysmans, Racine, and Time and  its images in literature. Being the first series of humanities lectures for the Liberal Arts Forum of Elon College, 1967–1969, Mississippi University 1975